# Pernes British Cemetery
Pernes British Cemetery is een begraafplaats gelegen in de Franse plaats Pernes (Frankrijk) (Pas-de-Calais). De militaire graven worden onderhouden door de Commonwealth War Graves Commission.
De begraafplaats telt 1099 geïdentificeerde graven waarvan 1078 Gemenebest graven uit de Eerste Wereldoorlog, 3 overige graven uit de Eerste Wereldoorlog en 18 Gemenebest-graven uit de Tweede Wereldoorlog.